# Берри, Мельхиор
Мельхиор Берри (20 октября 1801, Базель — 12 мая 1854, Базель) — известный швейцарский архитектор.
Он родился в семье Мельхиора Берри (Melchior Berri), приходского священника в Мюнхенштайне, и Аполлонии Штрекайзен (Appollonia Streckeisen). В 1832 году он женился на Маргарете Симоне Буркхардт (Margaretha Simone Burckhardt) из Базеля.

## Биография

### Ранний период жизни
Берри вырос в семье пастора в Базеле и Мюнхенштайне. С 1817 года по 1823 год он учился у известного архитектора Фридриха Вейнбреннера в Карлсруэ. Впоследствии он работал у архитектора Жана-Николя Юйо в Париже и учился в Парижской академии.
В 1826 году он отправился в Италию, где проявил интерес как к зданиям и фрескам Помпеи, так и к римским дворцам эпохи Возрождения. При этом он развил профессиональные навыки каменщика и штукатура. Также он занимался рисованием пейзажей и статуй, изучал предметы строительства.

### Профессиональная деятельность
В 1828 году Мельхиор Берри занялся в Базеле строительным бизнесом, а также основал школу строительства и рисования. Его влияние за пределами Базельского региона в основном связано со строительством Базельского музея, его единственного сохранившегося монументального здания, но также связано с выполненными им проектами зданий ратуши в Цюрихе и Берне, а также с его планами по развитию жилищного строительства в Люцерне и Базеле.
Берри также входил в состав Большого совета Базель-Штадта и его строительной комиссии, а в 1841 году стал президентом Ассоциации швейцарских инженеров и архитекторов (нем. Verein Schweizerischer Ingenieure und Architekten; SIA). Он обрёл международную известность как архитектор-неоклассицист и стал почетным доктором двух британских ассоциаций архитекторов.
Из-за стресса, который он испытывал как строитель и как художник, а также, возможно, из-за ограничений, налагаемых местными обстоятельствами, Берри впал в депрессию и покончил с собой в 1854 году.

## Наследие

### Здания
- Вилла Эхингер, Мюнхенштайн — 1829—1832
- Старая ратуша (Altes Gemeindehaus) в Риэне — 1834/1835
- Музей естественной истории и этнографии, Базель — 1842—1849
- Бывшая переплетная фабрика Сарасин (Молодежный хостел), Базель — 1850/1851
- Ряд зданий ботанического сада в Брюглингене, в том числе оранжерея, амбар и дом арендатора — 1837—1839

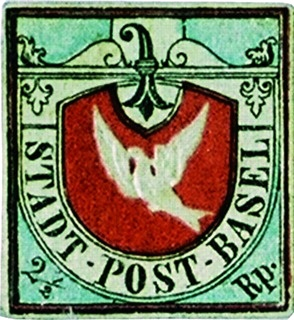
Почтовая марка «Базельская голубка»

### Прочее
- Гробницы
- Первая многоцветная марка «Базельская голубка» — 1845
- Почтовые ящики («Базельская голубка»)
- Фонтаны (включая «Драйзакбруннен», Базель — 1837)

### Снесённые здания
- Городское казино, Базель — 1821—1824; снесено в 1949
- Театр Блемляйн, Базель — 1829; снесён в 1969
- Железнодорожные ворота в городской стене Базеля — 1844; снесены в 1880
- Базельский городской театр — 1834; здание снесено в 1870-е гг.